# برناردو انیور (بازیکن فوتبال، زاده ۱۹۸۵)
برناردو انیور (اسپانیایی: Bernardo Añor Jr.‎؛ زادهٔ ۲۴ مهٔ ۱۹۸۸) بازیکن فوتبال اهل ونزوئلا است.
از باشگاه‌هایی که در آن بازی کرده‌است می‌توان به باشگاه فوتبال اسپورتینگ کانزاس‌سیتی و باشگاه فوتبال کلمبوس کرو اشاره کرد.
وی همچنین در تیم ملی فوتبال ونزوئلا بازی کرده‌است.